# 마장시외버스터미널
마장시외버스터미널은 서울특별시 동대문구 용두동 33번지에 있던 시외버스터미널이다. 본래 용두동시외버스정류장이라 하였으나 많은 사람들이 마장동시외버스터미널, 동마장시외버스터미널 등으로 불렸다. 이름과 달리 마장동이 아니라 용두동에 위치하고 있어 당시에 이용객들의 혼란이 많았다고 한다.

## 개요
1968년에 발표된 특수시책사업계획에 의해 당시 서울 도심지에 있던 시외버스정류장을 서울 교외 지역으로 옮기기 위한 터미널 사업의 일환으로 건설되었다. 1969년 6월 16일에 신설동과 을지로6가에서 운행하던 청량리, 충주, 의정부, 망우리, 춘천, 광주, 이천 방면으로 가는 시외버스 노선이 이 곳으로 이전했다.
1980년에 도심기능분산정책의 일환으로 교통난을 해소하기 위해 터미널 이전을 추진해오다 1989년 9월 1일에 신축된 동서울종합터미널로 운행 노선을 모두 이전하면서 이 터미널은 폐지되었다.

## 운행 노선
터미널이 동서울종합터미널로 이전 당시에 통합된 운행 노선은 다음과 같았다.
- 경기도 : 수원, 이천, 안성, 성남, 광주
- 강원도 : 영월, 태백, 속초, 주문진, 원주, 평창, 강릉, 진부, 홍천, 양구, 속초, 호산
- 충청도 : 제천, 단양, 속리산, 보은, 음성, 괴산,
- 경상도 : 안동, 영주, 문경, 점촌, 예천, 울진, 영덕, 상주

당시에 기존에 있던 동서울종합터미널에서는 중부고속도로를 경유하는 노선만 있었으므로 이전 직전까지는 경기도, 강원도, 충청도 노선을 운행했었다.

## 현황
현재 터미널 부지였던 용두동 33번지에는 동대문구청이 들어서 있다. 터미널 이전 당시부터 구청이 이전한다는 계획이 나왔지만 여러 가지 이유로 미뤄지다가 1997년 1월 30일이 되어서야 착공하여 1999년에 완공하였다. 구청이 들어서고 남은 부지에는 현재 홈플러스가 들어섰다.